# Wu Yuhua
Wu Yuhua (吴育华S, Wú YùhuáP; 1º dicembre 1960) è un ex calciatore cinese, di ruolo centrocampista.

## Carriera

### Nazionale
Ha rappresentato la nazionale cinese alla Coppa d'Asia nel 1984.